# Dagen efter rosorna
Dagen efter rosorna (originaltitel: Days of Wine and Roses) är en amerikansk långfilm från 1962 i regi av Blake Edwards.

## Handling
Joe Clay är alkoholist. Han träffar en ung kvinna, Kirsten, som han blir förälskad i. De gifter sig och snart börjar även Kirsten drabbas av alkoholproblem. Alkoholen ställer till problem för dem båda och i slutändan är det bara en av dem som kan lyckas göra sig fri från beroendet.

## Om filmen
Filmens originaltitel - "Days of Wine and Roses" - kommer från en dikt av Ernest Dowson och både Jack Riley och Lynn Borden debuterade i filmen.
Bill Withers inspirerades av filmen då han skrev låten Ain't No Sunshine. 

## Rollista i urval
- Jack Lemmon - Joe Clay
- Lee Remick - Kirsten Arnesen Clay
- Charles Bickford - Ellis Arnesen
- Jack Klugman - Jim Hungerford
- Tom Palmer - Ballefoy
- Debbie Megowan - Debbie Clay
- Maxine Stuart - Dottie